# Termovalorizzatore di Schio
Il termovalorizzatore di Schio, noto anche come termovalorizzatore di Ca’ Capretta, è un impianto di smaltimento termico dei rifiuti situato nel comune di Schio, in Provincia di Vicenza, Veneto. È gestito dalla società Alto Vicentino Ambiente S.R.L. (AVA), partecipata da 32 comuni nell'area dell'Alto Vicentino.

## Caratteristiche
L'impianto è composto da tre linee di incenerimento e ha una capacità autorizzata di circa 84.000 tonnellate/anno. Il sistema consente il recupero energetico tramite cogenerazione, con una produzione stimata di circa 35.000 MWh di energia elettrica e 24.000 MWh di energia termica annui. Il calore prodotto è impiegato anche per il riscaldamento dell’ospedale di Santorso e di alcune aree industriali vicine.
L’impianto è dotato di sistemi di abbattimento delle emissioni inquinanti, tra cui polveri sottili, diossine e metalli pesanti, in conformità alla normativa ambientale europea.

## Progetto di ampliamento
Nel 2023, AVA ha presentato un piano di ammodernamento dell’impianto, noto come Masterplan. Il progetto prevede la dismissione delle linee 2 e 3 e la costruzione di una nuova linea 4, ad alta efficienza. La capacità prevista salirebbe a circa 119.000 tonnellate/anno, con un aumento del 39% rispetto alla capacità attuale. L’investimento stimato è di circa 80 milioni di euro.

## Controversie

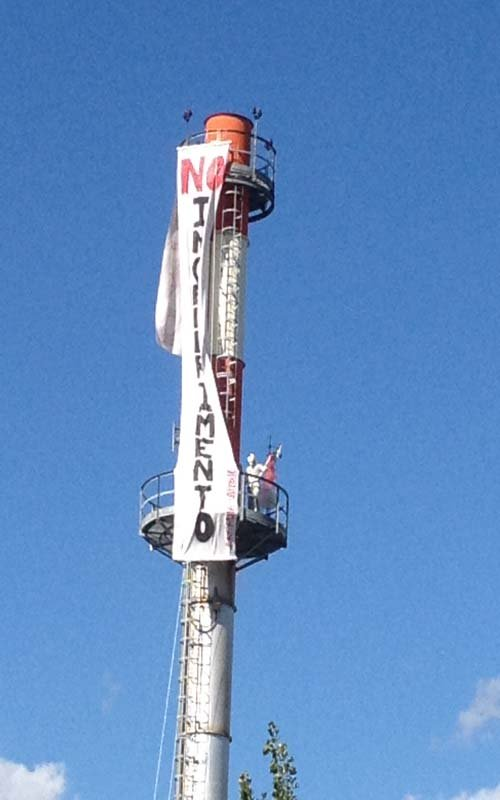
Blitz degli scledensi contro l'impianto, nel 2012

Il progetto ha suscitato critiche da parte del Comune di Schio, di comitati civici come il Coordinamento "Non bruciamoci il futuro", dell’associazione ISDE - Medici per l’Ambiente, e di gruppi politici tra cui il Movimento 5 Stelle. Le principali preoccupazioni riguardano:
- l’aumento delle emissioni potenzialmente nocive (in particolare PFAS, diossine, metalli pesanti),
- la coerenza con gli obiettivi di riduzione dei rifiuti e promozione dell’economia circolare,
- la carenza di trasparenza e di partecipazione pubblica nei processi decisionali.

Nel 2024 è stata presentata un’interrogazione presso il Consiglio Regionale del Veneto per valutare la compatibilità del progetto con il Piano Regionale di Gestione dei Rifiuti e Bonifiche.

## Certificazioni
- ISO 9001 (Qualità)
- ISO 14001 e EMAS (Ambiente)
- ISO 45001 (Salute e Sicurezza)

Studi indipendenti come il Politecnico di Milano confermano inoltre che le emissioni dello stabilimento sono altamente sotto i limiti di legge, con un impatto ambientale minimo.